# Richard Piper
Richard Piper (ur. 22 października 1947 roku) – brytyjski kierowca wyścigowy.

## Kariera
Piper rozpoczął karierę w międzynarodowych wyścigach samochodowych w 1979 roku od startów w wyścigu Brytyjskiej Formule Atlantic, gdzie jednak nie zdobywał punktów. W późniejszych latach Brytyjczyk pojawiał się także w stawce FIA World Endurance Championship, World Sports-Prototype Championship, IMSA Camel Lights, Interserie Div. 1, 24-godzinnego wyścigu Le Mans, Sportscar World Championship, Global GT Championship, FIA GT Championship, Historycznej Formuły 1, HSCC Lloyds TSB Derek Bell Trophy oraz Grand Prix Masters.